# Griva de flancs escatosos
La griva de flancs escatosos (Zoothera andromedae) és un ocell de la família dels túrdids (Turdidae).

## Hàbitat i distribució
Habita els boscos de les terres baixes i muntanyes de Sumatra, oest de Java i les Illes Petites de la Sonda de Bali, Lombok, Flores, Timor, Wetar, Romang i Moa. També a les muntanyes de les illes de Luzon, Mindoro, Negros i Mindanao, a les Filipines.